# Форест, Кармен
Кармен Сью Форест (англ. Carmen Sue Forest; род. 21 апреля 1955, Стиллуотер, Оклахома) — американская гандболистка, полевой игрок. Участница летних Олимпийских игр 1984 года.

## Биография
Кармен Форест родилась 21 апреля 1955 года в американском городе Стиллуотер в штате Оклахома.
В 1977 году окончила университет Миссури в Сент-Луисе. Во время учёбы занималась баскетболом, волейболом, хоккеем на траве, теннисом, софтболом.
В 1974 году получила приглашение на просмотр и попала в состав женской сборной США по гандболу, однако она не прошла отбор на летние Олимпийские игры 1976 года.
В 1984 году вошла в состав женской сборной США по гандболу на летних Олимпийских играх в Лос-Анджелесе, занявшей 5-е место. Играла в поле, провела 5 матчей, забросила 4 мяча (два в ворота сборной Китая, по одному — Югославии и Австрии).
Работала преподавателем и тренером в Канзасе: с сначала в колледже Бетани в Линдсборге, затем в  общественном колледже в Пратте, где проработала инструктором по здоровью и благополучию более 25 лет.
Параллельно продолжала заниматься спортом.